# ネットスクール
ネットスクールとは日本に存在するインターネット予備校の名称。運営は東京都千代田区神田錦町に本社を置くネットスクール株式会社。

## 概要
2000年に、当時TACに在籍していた講師らが同社から独立して創業。当初より法律や会計に関する資格試験対策の講義のインターネット配信に注力しており、同業他社に比して受講料を抑えているのが特徴となっている。
当初は著者がネットスクールである書籍はTAC出版から出版されていたが、2008年7月よりネットスクール出版から出版されるようになっている。また、ネットスクール出版は文部科学省検定済教科書の刊行を一橋出版から引き継ぎ、高等学校商業科の検定教科書を刊行している。